# Сент-Пітер-Порт
Сент-Пітер-Порт (фр. Saint-Pierre-Port) — столиця володіння британської корони Гернсі.
Місто з населенням 16488 жителів (2001) розташоване на сході острова Гернсі на території 6,5 км². В гавані міста розташований невеликий порт. З суші місто окружають невеликі пагорби, на півдні розташовані скелі.
Місто відокремлене в окрему адміністративну одиницю Гернсі і поділене на два виборчих округи.
В місті розміщено багато середньовічних будівель, які дуже цікаві для туристів.
В Сент-Пітер-Порте розташовані «Штати Гернсі» (фр. États de Guernesey) — парламент Гернсі.

## Посилання

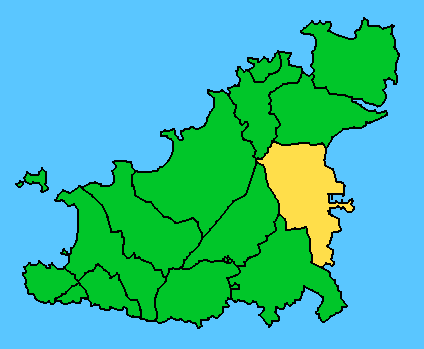
Розташування Сент-Пітер-Порта на карті острову Гернсі

## Відомі мешканці
- Мейбл Коллінз — теософ.
- Віктор Гюго — французький письменник, під час вигнання (1856—1870) мешкав в Отвіль-Хаузі.
- Гезер Вотсон — тенісистка.